# Ризеспор
„Ризеспор“ е турски футболен клуб от град Ризе, играещ в Суперлигата на Турция. Основан през 1953 година. Домакинските си срещи играе на новия стадион „Чайкур Диди“, с вместимост 15 558 зрители.

## Успехи
Суперлига Турция
- 5-о място (1): 1979/80

Лига А
- Победител (2):

Първа лига
- Победител (3): 1978/79, 1984/85, 2017/18

Трета лига
- Победител (2): 1973/74, 1993/94

Купа на Турция
- 1/2 финалист (3): 2002/03, 2007/08, 2015/16

## Участия в евротурнирите
| Сезон | Турнир         | Кръг |  | Клуб   | Резултат |
| ----- | -------------- | ---- |  | ------ | -------- |
| 2001  | Купа Интертото | 2R   |  | Победа | 1:2, 0:2 |

- 2R – втори кръг.

## Известни треньори
- Сафет Сушич
- Мустафа Денизли

## Български футболисти
- Ивко Ганчев: 1999/2000 (28 мача - 0 гола)
- Здравко Здравков: 2004/07 (93 мача - 0 гола)
- Мартин Минчев: 2023/25 (38 мача - 3 гола)